# 福州国际招商月
福州国际招商月，每年均在福州市举办。目前已改名为21世纪海上丝绸之路博览会。

## 背景
1994年时任福州市委书记习近平为了加快福州市的社会经济发展，创办了福州国际招商月。2018年中共中央批准海交会，將福州国际招商月更名為「21世纪海上丝绸之路博览会」并永久落户福州。